# Pseudopegadomyia nuda
Pseudopegadomyia nuda är en tvåvingeart som först beskrevs av James 1948.  Pseudopegadomyia nuda ingår i släktet Pseudopegadomyia och familjen vapenflugor. Inga underarter finns listade i Catalogue of Life.